# Duitsland op het Eurovisiesongfestival 1991
Duitsland deed mee aan het Eurovisiesongfestival 1991 in Rome. Het was de 36ste deelname van het land op het Eurovisiesongfestival.

## Selectieprocedure
De finale werd gehouden in het Friedrichstadtpalast in Berlijn en werd gepresenteerd door Hape Kerkeling.
In totaal deden er 10 acts mee aan deze nationale finale.
De winnaar werd gekozen door een panel van 1000 mensen.
| Volgorde | Artiest            | Lied                                | Percentage | Plaats |
| -------- | ------------------ | ----------------------------------- | ---------- | ------ |
| 1        | Tanja Jonak        | "Hand in Hand in die Sonne"         | 9.5%       | 6      |
| 2        | Susan Schubert     | "Du bist mehr"                      | 10.8%      | 5      |
| 3        | Cindy Berger       | "Nie allein"                        | 6.4%       | 7      |
| 4        | Barbara Cassy      | "Hautnah ist nicht nah genug"       | 14.1%      | 4      |
| 5        | Connie & Komplizen | "Jedesmal"                          | 2.8%       | 10     |
| 6        | Vox & Vox          | "Tief unter der Haut"               | 14.9%      | 3      |
| 7        | Stefan de Wolff    | "Herz an Herz"                      | 3.7%       | 9      |
| 8        | Ziad & Sandrina    | "Die Wächter der Erde"              | 15.2%      | 2      |
| 9        | Atlantis 2000      | "Dieser Traum darf niemals sterben" | 18.5%      | 1      |
| 10       | Strandjungs        | "Junge Herzen"                      | 4.1%       | 8      |

## In Rome
In de finale van het Eurovisiesongfestival 1990 moest Duitsland optreden als 17de, net na Finland en voor België. Op het einde van de stemming bleek dat ze op een 18de plaats geëindigd waren met 10 punten.
Dit was hun slechtste prestatie tot dan toe op het festival en dit zou pas verbeterd worden in 1995.
Nederland nam niet deel in 1991  en België gaf geen punten aan deze inzending.

### Gekregen punten
| 12 punten | 10 punten | 8 punten | 7 punten | 6 punten     |
| --------- | --------- | -------- | -------- | ------------ |
|           |           |          |          | - Denemarken |
| 5 punten  | 4 punten  | 3 punten | 2 punten | 1 punt       |
|           |           | - Cyprus |          | - Spanje     |

### Gegeven punten
Punten gegeven in de finale:
| 12 punten | Zweden      |
| 10 punten | Malta       |
| 8 punten  | Frankrijk   |
| 7 punten  | Spanje      |
| 6 punten  | Zwitserland |
| 5 punten  | IJsland     |
| 4 punten  | Noorwegen   |
| 3 punten  | Luxemburg   |
| 2 punten  | Ierland     |
| 1 punt    | Cyprus      |

1956 · 1957 · 1958 · 1959 · 1960 · 1961 · 1962 · 1963 · 1964 · 1965 · 1966 · 1967 · 1968 · 1969 · 1970 · 1971 · 1972 · 1973 · 1974 · 1975 · 1976 · 1977 · 1978 · 1979 · 1980 · 1981 · 1982 · 1983 · 1984 · 1985 · 1986 · 1987 · 1988 · 1989 · 1990 · 1991 · 1992 · 1993 · 1994 · 1995 · 1996 · 1997 · 1998 · 1999 · 2000 · 2001 · 2002 · 2003 · 2004 · 2005 · 2006 · 2007 · 2008 · 2009 · 2010 · 2011 · 2012 · 2013 · 2014 · 2015 · 2016 · 2017 · 2018 · 2019 · 2020 · 2021 · 2022 · 2023 · 2024 · 2025